# Classe Highflyer (incrociatore)
La classe Highflyer fu un gruppo di tre incrociatori protetti di seconda classe costruiti per la Royal Navy negli ultimi anni del XIX secolo.

## Progetto e descrizione
Gli incrociatori classe Highflyer erano essenzialmente ripetizioni della classe Eclipse, anche se con un armamento e apparato propulsivo potenziati. Furono progettati per avere un dislocamento di 5740 t. Le navi avevano una lunghezza fuori tutto di 113,4 m, una larghezza di 16,5 m e un'immersione di progetto di 6.6 m. L'equipaggio consisteva in 470 tra ufficiali e marinai.

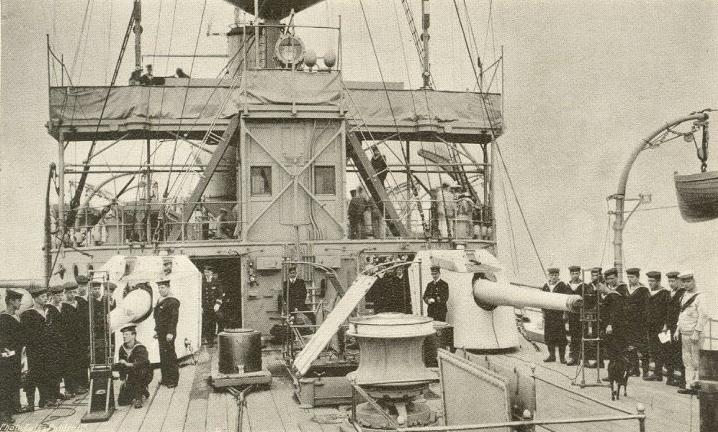
I due cannoni da 152 mm sul cassero della HMS Hermes.

Le navi erano propulse da due motori a vapore a 4 cilindri a triplice espansione, ognuno collegato ad una linea d'asse, che utilizzavano il vapore prodotto da 18 caldaie Belleville, molto più leggere e potenti rispetto alle caldaie cilindriche usate sulle Eclipse. I motori erano stati progettati per produrre 7500 kW, intesi per una velocità massima di 20 nodi. Le navi superarono facilmente la potenza e velocità di progetto durante le prove in mare. Potevano trasportare un massimo di 1143 t di carbone.
L'armamento principale della classe Highflyer consisteva in 11 cannoni a fuoco rapido da 152 mm Mk I. Un cannone era montato sul castello di prora e due erano posizionati sul cassero di poppa. I rimanenti otto cannoni erano posizionati a sinistra e a dritta a mezza nave. Avevano una gittata massima di approssimativamente 9100 m coi proiettili da 45 kg. Otto cannoni a fuoco rapido da 12 lb e 12 cwt erano pensati per la difesa contro le torpediniere. Un cannone addizionale da 12 lb e 8 cwt poteva essere smontato per servire a terra. Le navi erano equipaggiate anche con sei cannoni Hotchkiss da 47 mm e due tubi lanciasiluri da 450 mm.
Il ponte protetto delle navi variava in spessore tra i 38 e i 76 mm. I cofani dei motori erano protetti da corazzature da 127 mm. I cannoni principali avevano scudi spessi  76 mm e la torre di comando era spessa 152 mm.

## Unità
- HMS Highflyer - Varata il 4 giugno 1898, servì in numerosi scenari e diede la caccia alle navi che danneggiavano il traffico commerciale britannico. Fu venduta per essere demolita il 10 giugno 1921.
- HMS Hermes - Varata il 7 aprile 1898, fu convertita in nave trasporto idrovolanti nel 1913 e il 31 ottobre 1914 fu affondata dal sommergibile tedesco U 27.
- HMS Hyacinth - Varata il 27 ottobre 1898, durante la prima guerra mondiale servì nelle basi dei mari del sud, dove assistì al blocco della SMS Königsberg. Fu venduta per essere demolita l'11 ottobre 1923.